# Gillis van den Vliete
Gillis van den Vliete ook wel Egidio della Riviera genoemd (Mechelen - Rome, 1602) was een Vlaams kunstenaar.
Hij vertrok rond 1567 richting Rome waar hij zich toelegde op beeldhouwen. Aldaar werkte hij veel samen met Nicolas Mostaert die afkomstig was van Atrecht. Hij verbleef vooral in de Via del Corso.

## Belangrijke werken[1]
- Aartsbasiliek Sint-Jan van Lateranen - beeldhouwwerk Moses
- Basiliek van Santa Maria Maggiore - 10 reliëfs uit het leven van paus Sixtus V en paus Pius V (samen met Nicolas Mostaert)
- Santa Maria dell'Anima - graftomben van erfprins Karel Frederik van Kleef en kardinaal Andreas van Oostenrijk.